# Celebration (album, Uriah Heep)
Celebration: Forty Years of Rock je dvaadvacáté studiové album anglické progresivně rockové hudební skupiny Uriah Heep, vydané v roce 2009.

## Seznam skladeb
Všechny skladby napsal Ken Hensley, pokud není uvedeno jinak.
1. "Only Human (nová skladba)" (Mick Box, Phil Lanzon)
2. "Bird of Prey (nová verze)" (Box, David Byron, Hensley, Paul Newton)
3. "Sunrise (nová verze)"
4. "Stealin' (nová verze)"
5. "Corridors of Madness (nová skladba)" (Box, Lanzon)
6. "Between Two Worlds (nová verze)" (Box, Lanzon)
7. "The Wizard (nová verze)" (Mark Clarke, Hensley)
8. "Free Me (nová verze)"
9. "Free 'n' Easy (nová verze)" (Box, John Lawton)
10. "Gypsy (nová verze)" (Box, Byron)
11. "Look at Yourself (nová verze)"
12. "July Morning (nová verze)" (Byron, Hensley)
13. "Easy Livin' (nová verze)"
14. "Lady in Black (nová verze)"

## Sestava
- Mick Box – kytara, zpěv[2]
- Trevor Bolder – baskytara, zpěv
- Phil Lanzon – klávesy, zpěv
- Bernie Shaw – zpěv
- Russell Gilbrook – bicí, zpěv